# Az AFC Ajax története (1966–1970)

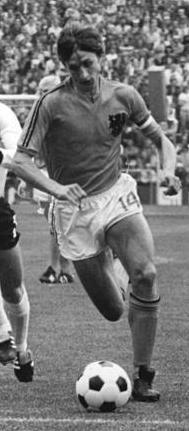
Johan Cruijff

Az Ajax számára ez az öt év nagyon fontos, de nehéz is volt. Fontos volt, mert ebben az időszakban lettek beépítve a csapatba azon játékosok, akik a későbbi „Arany Ajax” kulcsfigurái lettek. Nehéz azért volt, mert Rinus Michels edző olyan új játékstílust próbált megtanítani a csapattal, amit addig a gyakorlatban még sehol sem alkalmaztak. Ez volt a „totális futball” nevű játékstílus. Mivel ezt az Ajax alkalmazta először és sikeresen is, ezért később már csak „Ajax-stílusként” emlegették. A csapatnak több olyan dolog is sikerült ebben az időszakban, ami még eddig soha: három egymás utáni bajnoki cím, bajnoki cím és kupa egy idényben való megnyerése és a BEK-döntőben való részvétel. Ezt ugyan még elvesztették, de a holland klubcsapatok közül nekik sikerült ez először.
Az 1966 és 1970 közötti öt szezont nagyon sikeresen zárta a csapat, mivel négy bajnoki címet és két kupagyőzelmet sikerült szerezniük.

## 1966–1970: Út a dicsőség felé

### Rinus Michels elkezdte a csapatépítést

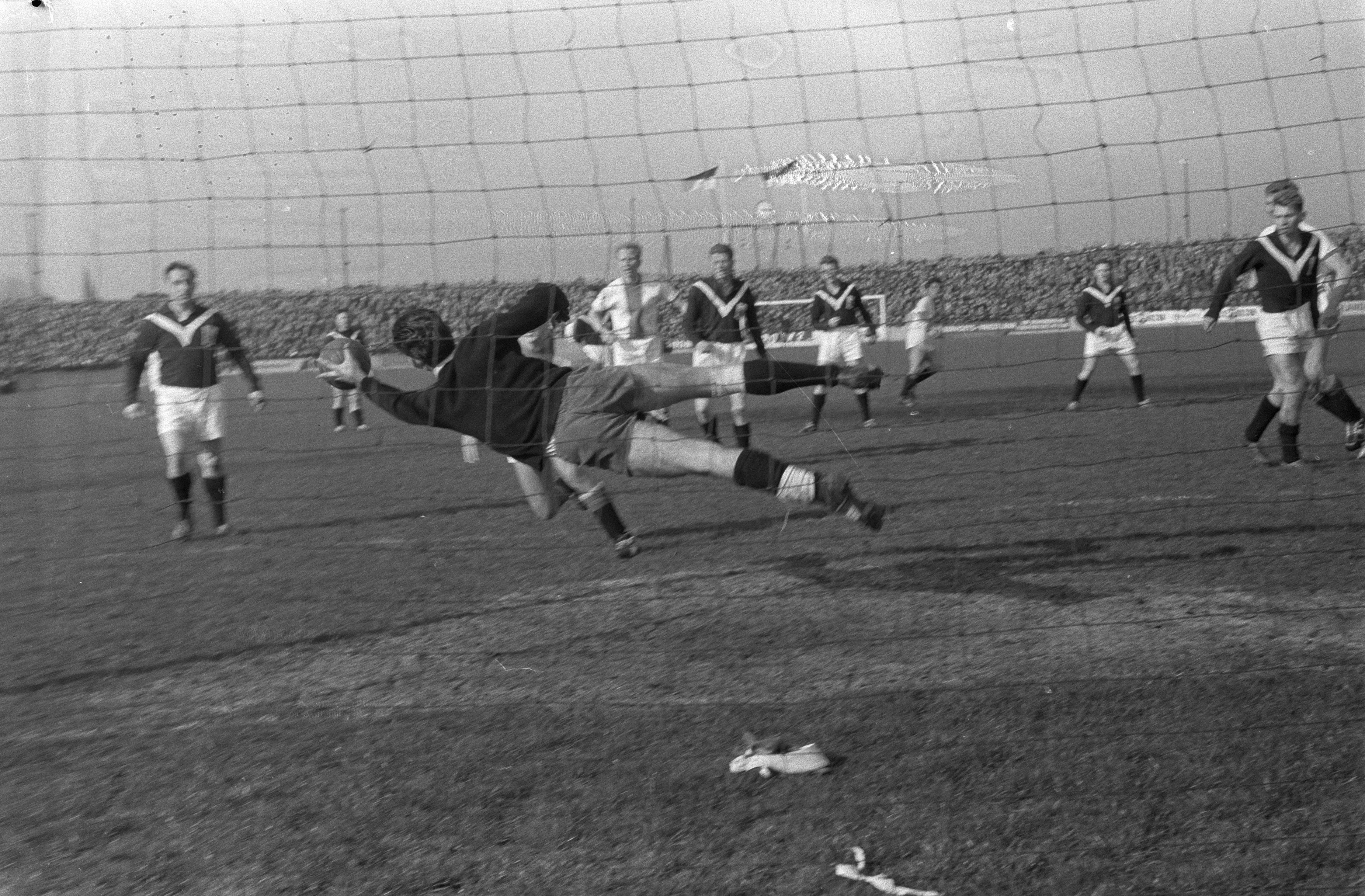
Henk Groot egy Twente elleni mérkőzésen lőtt gólja

Miután 1965 januárjában Rinus Michels (becenevén „Generális” vagy „Szfinx”) ült a csapat kispadjára, már nem játékosként, hanem vezetőedzőként, az Ajaxnál új idők kezdődtek, és megkezdődött az első „Arany Ajax” felépítése. Ő lett a csapat első fizetett holland edzője.
A kinevezése utáni pár hónap nem sikerült valami jól, mivel az Ajax majdnem kiesett az első osztályból. Végül mégis bennmaradtak, és a szezon végeztével a „Generális” megkezdte az alapok lerakását. Vele együtt a valódi professzionalizmus is „megérkezett” Amszterdamba. Először kissé felfrissítette a keretet, mivel a fiatal játékosok mellé egy-két tapasztalt játékos is kellett. A Feyenoord csapatától visszahozta a gólerős támadó Henk Grootot, a német bajnokságból Co Prinset, a PSV-től pedig leigazolta az eindhoveni csapat addigi kapusát, Gert Balst. Michels nagyon sikeres munkát végzett a csapatnál, a legnagyobb húzása pedig az volt, hogy bevezette az addig még gyakorlatban sehol nem használt „totális futballt”. Ezt később már csak „Ajax-stílusként” emlegették. Alapja az úgynevezett „forgó” játékrendszer volt, amely a játékosok folyamatos pozícióváltoztatására épült. Ezt a játékstílust a 4–3–3-as felállásban lehetett ideálisan alkalmazni. Rinus Michelsnek nem volt nagyon nehéz dolga ezt a játékrendszert megtanítani a csapattal, mivel olyan játékosok alkották az Ajaxot, akik tökéletes alanynak bizonyultak: fogékonyak voltak az újra, és hajlandóak voltak tenni is azért, hogy az edző elképzelései később valóra váljanak.
Michels az első teljes szezonját (1965/1966) nagyon jól kezdte. Vezetésével az Ajaxnak hat év után újra sikerült megnyernie az Eredivisiét, amely a csapat 11. bajnoki címe volt. A bajnokság nem volt túl szoros, a győzelmet elég könnyen sikerült megszerezni, a harminc mérkőzésből csupán két alkalommal szenvedett vereséget az amszterdami csapat. Mindez az előző szezonban elért 13. helyhez képest hatalmas előrelépés volt. A kupában azonban már nem voltak ennyire sikeresek. A negyeddöntőben 1:0-s vereséget szenvedtek el a Go Ahead Eagles csapatától, és ki is estek. Mivel az előző szezonban majdnem kiesett a csapat az első osztályból, ekkor egyik európai kupasorozatban sem vehetett részt.

### A „köd mérkőzés”

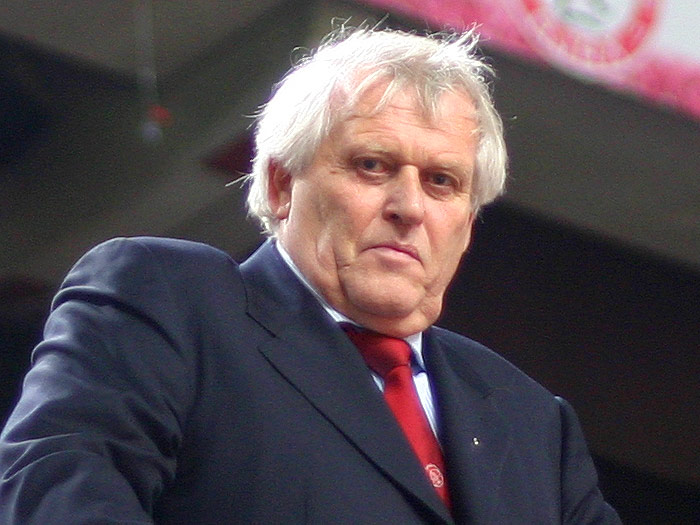
Piet Keizer, az „Arany Ajax” egyik kulcsembere volt

A következő – 1966/1967-es – szezonban is nagyon jól teljesített Rinus Michels csapata. Ehhez részben hozzájárult a nyáron leigazolt jugoszláv védő, Velibor Vasović is. Annyira jól teljesítettek, hogy ebben az évben az is sikerült az, ami eddig még sohasem, mégpedig a duplázás. Ebben a szezonban – kicsit nehezebben, mint egy éve – újra sikerült megnyerniük az Eredivisiét, és ismét a nagy rivális Feyenoord csapatát előzték meg. A csapatból többet vett ki a szezon, mivel ekkor már 18 csapat szerepelt a bajnokságban, de mégis sikerült egy – máig tartó – rekordot elérniük. A Sjaak Swart, Johan Cruijff és Piet Keizer által alkotott csatársor vezetésével 122 gólt sikerült lőniük a 34 bajnoki mérkőzésen. Ezt a teljesítményt egyetlen holland csapatnak sem sikerült megdönteni, egészen máig. Ez a gólgazdag szezon azt is eredményezte, hogy az Ajax csapatából került ki a bajnokság gólkirálya, aki 33 góllal a 20 éves Johan Cruijff lett. A bajnoki címvédés mellett sikerült megnyerniük a holland kupát is: miután a döntőben hosszabbítás után 2:1-re legyőzték a NAC Breda csapatát, megszerezték történetük negyedik kupagyőzelmét. Ezzel a két sikerrel ebben a szezonban sikerült először az Ajaxnak a duplázás. A csapat akkori sztárjai – a már említettek mellett – Gert Bals, Klaas Nuninga, Ton Pronk, Bennie Muller, Henk Groot, Theo van Duivenbode és Ruud Suurendonk voltak. Ebben a szezonban érdekeltek voltak a BEK-ben is. Ebben a kupasorozatban ismét eljutottak a negyeddöntőig (történetük során második alkalommal), és ebben a szezonban játszották le a csapat történetének egyik leghíresebb mérkőzését is, az úgynevezett „köd mérkőzést”.
A BEK-ben a török Besiktas volt az Ajax első fordulóbeli ellenfele. Amszterdamban elég könnyen, 2:0-ra győzték le az isztambuli csapatot. A visszavágón már nehezebb volt a feladat, de ott is sikerült 2:1-re győznie az Ajaxnak, és így 4:1-es összesítéssel továbbjutottak. Ezután következett a hírhedt mérkőzés. 1966. december 7-én az Ajax az FC Liverpool csapata ellen játszott a BEK második fordulójában. Az első összecsapás az amszterdami Olimpiai Stadionban volt. A mérkőzésre 55 722 ember látogatott ki, csak az volt a baj, hogy a nézők semmit sem láttak a mérkőzésből, ezen az estén ugyanis sűrű köd volt a holland fővárosban. A játékosok a pályán is alig láttak valamit. A mérkőzést vezető olasz bíró, Antonio Sbardella úgy ítélte meg, hogy a mérkőzést el lehet kezdeni. Pontos időben el is kezdődött az összecsapás, és a bíró levezette az egész mérkőzést. Ez a döntés a hollandoknak kedvezett, mivel jó játékkal legyőzték az esélyesebb angol csapatot. Miután az első félidőben már 4:0-ra vezettek, a szünetben tudni lehetett, hogy a győzelem már megvan. A hazaiak a második félidőben is növelték az előnyüket egy góllal, míg végül az angolok a mérkőzés legvégén tudtak szépíteni. Cruijff, de Wolf, Groot, illetve Nuninga két góljának köszönhetően az Ajax 5:1-re győzte le az angol bajnokot. A bíró azt állította, hogy látta az összes gólt. A visszavágó már nem volt ilyen könnyű, de Angliában sem szenvedtek vereséget. Cruijff két góljának köszönhetően 2:2 lett a visszavágó végeredménye, amelynek köszönhetően 7:3-as összesítéssel simán továbbjutottak a hollandok. Már-már úgy tűnt, Amszterdam csapata kész a nagy időkre, de ebben a szezonban még nem sikerült a nagy áttörés. A következő fordulóban ugyanis a Dukla Praha csapata kiejtette az Ajaxot. Hollandiában még 1:1 lett a végeredmény, viszont a visszavágón 2:1-re kikaptak, és így a csehszlovák bajnok jutott tovább. Ez a szezon máig az angolok elleni mérkőzésről maradt emlékezetes a csapat történetében. Mindenki csak a „köd játékra” emlékszik, ara, ami korai előjátéka volt a „Arany Ajax”-nak. Az Ajax a következő kezdőcsapattal lépett pályára a híres „köd mérkőzésen”:
| # |           | Poszt | Név                 |
| - | --------- | ----- | ------------------- |
|   | hollandia | K     | Gert Bals           |
|   | hollandia | V     | Wim Suurbier        |
|   | hollandia | V     | Ton Pronk           |
|   | hollandia | V     | Frits Soetekouw     |
|   | hollandia | V     | Theo van Duivenbode |
|   | hollandia | KP    | Bennie Muller       |

| # |           | Poszt | Név           |
| - | --------- | ----- | ------------- |
|   | hollandia | KP    | Henk Groot    |
|   | hollandia | KP    | Sjaak Swart   |
|   | hollandia | CS    | Johan Cruijff |
|   | hollandia | CS    | Klaas Nuninga |
|   | hollandia | CS    | Cees de Wolf  |

### Még nem teljesen kész
Miután Michelsnek egyre jobban sikerült összerakni a csapatot, a játékosokat pedig hozzászoktatni az új stílushoz, a következő lépésnek azt szánta, hogy első holland csapatként megnyerjék a Bajnokcsapatok Európa-kupáját. Erre azonban még várni kellett egy-két szezont.
Az Ajax következő – 1967/1968-as – bajnoki szezonja ismét nagyon jól sikerült. A szezon előtti nyáron a Telstar csapatától igazoltak egy 22 éves kapust, Heinz Stuyt, aki a későbbi „Arany Ajax” első számú kapusa lett. Ahogy az elmúlt két évben, ebben a szezonban is sikerült megszerezniük a bajnoki címet, és ahogy az elmúlt két évben, most is a Feyenoord előtt érték el a sikert. Eddig olyan még nem fordult elő a csapattal, hogy három egymás utáni szezonban is aranyérmesek legyenek a bajnokságban. Ez a bajnoki cím jóval nehezebben jött össze, mint az egy évvel korábbi, mivel a Feyenoord végig ott volt az Ajax nyomában. A kupában már nem sikerült minden úgy, mint legutóbb. Bár ebben a szezonban is bejutottak a kupadöntőbe, de a győzelem nem sikerült: a mindent eldöntő mérkőzésen 2:1-es vereséget szenvedtek az ADO Den Haag csapatától. A BEK-ben sem voltak sikeresek, mivel már az első fordulóban kiestek. Ellenfelük a spanyol bajnok, Real Madrid csapata volt. Az amszterdami első mérkőzésen még 1:1 volt az eredmény, de a visszavágón – hosszabbítás után – 2:1-re győztek a spanyolok. Akkor kevesen gondolták, hogy ez volt az első és sokáig az utolsó eset, hogy egy spanyol csapat továbbjutott az amszterdami piros-fehérekkel szemben.

Az 1967/1968-as BEK-döntőn részt vevő AC Milan és AFC Ajax kezdőcsapata

Az 1968/1969-es idény volt Michels első olyan szezonja edzői pályafutása során, amikor semmit sem sikerült nyernie csapatával. Viszont ahogy az előző idényekben, most is erősíteni próbálta a csapatot. Az FC Volendam csapatától igazolta le a 22 éves középpályás Gerrie Mührent, aki később a csapat egyik legfontosabb játékosa lett. A bajnokság ismét szorosan zárult. Akárcsak az elmúlt három évben, ebben a szezonban is az Ajax és a Feyenoord küzdött a bajnoki címért. Az ez évi kiírást azonban az elmúlt három év ezüstérmese, a rotterdami csapatnak sikerült megnyernie. Ehhez nagy részben az is hozzájárult, hogy az Ajax egyik bajnoki mérkőzésen sem tudta legyőzni fő ellenfelét. A bajnokságon kívül a holland kupában is megmérkőztek egymással, és ahogy a bajnokságban, itt is a Feyenoord jött ki győztesen: a harmadik fordulóban az Ajax 2:1-re kapott ki a későbbi kupagyőztestől. A nemzetközi sikerek képezték az alapját az Ajax európai hegemóniájának a 70-es évek elején. Ez a szezon volt a nagy áttörés éve. A 60-as évek végére eltűnt a latin fölény a BEK-ben. Az első tíz év sikercsapatait (Real Madrid, AC Milan, Benfica, Internazionale) fokozatosan beérték a brit labdarúgás prominens képviselői (Celtic, Manchester United, Leeds United), és feljövőben volt a német és a holland klubfutball is. Ennek ellenére még meglepetést keltett, hogy a Michels-fiúk 1968/1969-ben a BEK-ben az FC Nürnberg (1:1 és 4:0), a Fenerbahçe (mindkétszer 2:0), a Benfica (1:3, 3:1, majd a semleges pályán lejátszott harmadik mérkőzésen 3:0) és a Spartak Trnava (3:0 és 0:2) ellenében a döntőig verekedték magukat. A sorozat fénypontja az Eusébióval felálló Benfica elleni párviadal volt. Az első mérkőzést idegenben nyerte 3:1-re a portugál bajnok. Sokan már elkönyvelték a kiesést, de a már eltemetett amszterdami gárda a klub történetének talán legnagyszerűbb bravúrját hajtotta végre: Lisszabonban ugyanolyan arányban nyertek, mint Eusebióék Hollandiában. A párizsi döntő mérkőzésen az Ajax már esélyt sem adott ellenfelének, a játék képe alapján a 3:0-s végeredmény egyáltalán nem volt túlzott. Végül azonban az „i”-re nem sikerült feltenni a pontot, mivel az 1969 májusában rendezett madridi BEK-döntőben a fénykorát élő AC Milan simán verte a tapasztalatlan, fiatal holland csapatot. Ezer Ajax-szurkoló utazott el a Bernabeu Stadionba, és azt látták, hogy csapatuk naivan belesétál az olaszok „catenaccio” nevű csapdájába. A Milannál Piereno Prati mesterhármast lőtt, csapattársa, Angelo Sormani egy gólt szerzett, míg az Ajaxnál csak Velibor Vasović volt eredményes büntetőből. Az olaszok könnyedén győzték le a hollandokat 4:1 arányban. Az Ajax menetelésére ennek ellenére felfigyelt a világ, hiszen addig soha nem fordult elő, hogy egy holland klubcsapat bejutott volna valamelyik európai kupadöntő fináléjába.

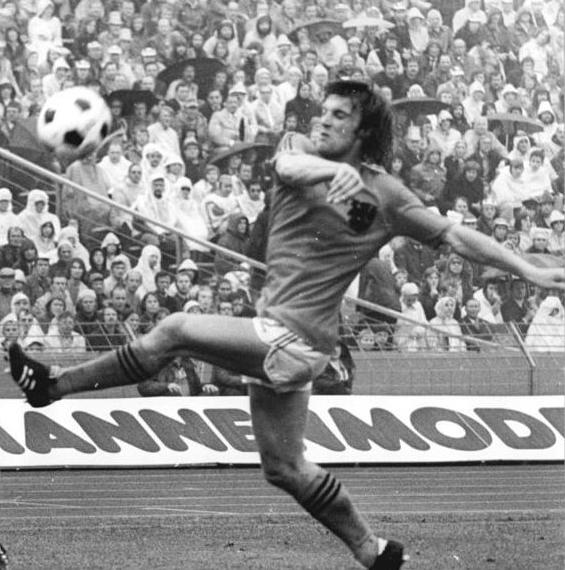
Ruud Krol

A szezon végeztével jött a nyári szünet és az átigazolási időszak kezdete. Több kiváló játékos távozott a klubtól de többen jöttek is, akik később fontos szerepet töltöttek be az Ajaxnál. A távozó játékosok közül az egyik legfontosabb Klaas Nuninga, a csapat gólerős támadója volt, aki a városi rivális AFC DWS csapatához ment át. A másik kulcsjátékos, aki elhagyta a csapatot, Henk Groot volt. Miután véget ért a szezon, Groot karrierje is véget ért, mivel visszavonult. Az Ajaxhoz több új játékos érkezett más kluboktól, vagy az Ajax fiatal csapatából. Köztük volt Arie Haan, Dick van Dijk, Nico Rijnders vagy Ruud Krol. Michels az előző évi BEK-döntőben elszenvedett keserű kudarc után megértette, hogy hiába vannak kitűnő játékosai, ha hiányzik a fegyelmezett csapatjáték. Ezért már ebben a szezonban elkezdte beépíteni a csapatba Krolt, Rijnderst, Mührent, Haant és Van Dijkot is. Michels munkája már az 1969/1970-es szezonban meghozta gyümölcsét, mivel ismét sikerült a duplázás. A bajnoki címért újra csak az Ajax és a Feyenoord küzdött, de ebben az évben – visszavágva a tavaly elszenvedett kudarcért – ismét az Ajax lett az aranyérmes. Csak egy alkalommal szenvedtek vereséget, és újra elérték a lőtt gólok számában a százat. Ahogy a bajnokságban, így a kupában is az amszterdami csapat teljesített a legjobban. Ehhez a győzelemhez viszont hatalmas szerencsére is szüksége volt az Ajaxnak. A harmadik fordulóban Alkmaarban 2:1-re kikaptak az AZ’67 csapatától, ennek ellenére mégis továbbjutottak. Ebben a szezonban ugyanis a kupa harmadik fordulójában csak hét mérkőzést játszottak le, és a hét továbbjutó mellett szükség volt még egy csapatra a negyeddöntők lejátszásához. Végül a hét vesztes közül sorsolták ki a nyolcadik csapatot, és a sorsolás győztese a „szerencsés vesztes” Ajax lett. Ezek után bejutottak a döntőbe, ahol 2:0-ra legyőzték a PSV Eindhoven csapatát, és megszerezték történetük ötödik kupagyőzelmét. Az európai porondon ebben a szezonban a Vásárvárosok kupájában vettek részt. Egészen az elődöntőig meneteltek, ahol a későbbi győztes Arsenal ejtette ki őket. A londoni első mérkőzésen elszenvedett 3:0-s vereséget a visszavágón már nem sikerült ledolgoznia az Ajaxnak, mivel csak 1:0-ra tudtak nyerni, így 3:1-es összesítéssel az angolok jutottak tovább. Ami egy évvel korábban nem sikerült az Ajaxnak, az most sikerült a nagy rivális Feyenoordnak, amely az előző szezon holland bajnokaként indult a BEK-ben. Már a második fordulóban kiejtették a címvédő AC Milant, és meg sem álltak a döntőig, ahol a Celtic lett az ellenfelük. Hosszabbítás után sikerült is legyőzniük a skótokat és így – első holland csapatként – megnyerték Európa legrangosabb trófeáját.

## Sikerek az időszakban
- Négy bajnoki cím: 1966, 1967, 1968, 1970
- Két holland kupagyőzelem: 1967, 1970

## Az időszak részletes eredményei

### Holland bajnokság 1966 és 1970 között
Ebben az időszakban a csapat a következő eredményeket érte el:
| Idény     | Helyezés | Idény     | Helyezés | Idény     | Helyezés | Idény     | Helyezés |
| --------- | -------- | --------- | -------- | --------- | -------- | --------- | -------- |
| 1965–1966 | 1. hely  | 1966–1967 | 1. hely  | 1967–1968 | 1. hely  | 1968–1969 | 2. hely  |
| 1969–1970 | 1. hely  |           |          |           |          |           |          |

* Ez a 3. hely nem bronzérmet jelent. A bajnokságot négy csoportban játszották, és a csoportgyőztesek rájátszásban vettek részt a bajnoki cím elnyeréséért. Az Ajax a D csoport 3. helyén végzett, így nem került be a rájátszásba.

** A bajnokságot két csoportban játszották. A csoportgyőztesek és a második helyezett csapatok rájátszásban vettek részt a bajnoki cím elnyeréséért. Az Ajax az A csoport 4. helyén végzett, így nem került be a rájátszásba.

### Holland labdarúgókupa
A csapat 1966 és 1970 között a következő eredményeket érte el:
| Döntő éve | Helyezés    | Döntő éve | Helyezés   | Döntő éve | Helyezés    |
| --------- | ----------- | --------- | ---------- | --------- | ----------- |
| 1967      | kupagyőztes | 1968      | ezüstérmes | 1970      | kupagyőztes |

Megjegyzés: A fenti időszakról nem áll rendelkezésre részletes statisztika, így a táblázat csak a döntőben elért eredményeket tartalmazza. A kupa húsz alkalommal elmaradt, vagy nem fejezték be.

### Bajnokcsapatok Európa-kupája
Az Ajax ebben az időszakban jutott be története során először a BEK-döntőbe, de azt ekkor még nem sikerült megnyernie. A csapat 1966 és 1970 között a következő eredményeket érte el a BEK-ben:
| Idény     | Helyezés   | Idény     | Helyezés    | Idény     | Helyezés     | Idény     | Helyezés   |
| --------- | ---------- | --------- | ----------- | --------- | ------------ | --------- | ---------- |
| 1965–1966 | nem indult | 1966–1967 | negyeddöntő | 1967–1968 | első forduló | 1968–1969 | ezüstérmes |
| 1969–1970 | nem indult |           |             |           |              |           |            |

### Kupagyőztesek Európa-kupája
Ebben az időszakban az Ajax két alkalommal nyerte meg hazája kupáját, de ennek ellenére csak egyszer indult el a KEK-ben:
| Idény     | Helyezés   | Idény     | Helyezés     | Idény     | Helyezés   | Idény     | Helyezés   |
| --------- | ---------- | --------- | ------------ | --------- | ---------- | --------- | ---------- |
| 1965–1966 | nem indult | 1966–1967 | első forduló | 1967–1968 | nem indult | 1968–1969 | nem indult |
| 1969–1970 | nem indult |           |              |           |            |           |            |

### Vásárvárosok kupája
Az Ajax 1966 és 1970 között csupán egy alkalommal indult el ebben a sorozatban. Ez az 1969/1970-es idény volt, ekkor pedig egészen elődöntőig jutottak.
| Idény     | Helyezés   | Idény     | Helyezés   | Idény     | Helyezés   | Idény     | Helyezés   |
| --------- | ---------- | --------- | ---------- | --------- | ---------- | --------- | ---------- |
| 1965–1966 | nem indult | 1966–1967 | nem indult | 1967–1968 | nem indult | 1968–1969 | nem indult |
| 1969–1970 | elődöntő   |           |            |           |            |           |            |

## Edzők
1966 és 1970 között csupán Rinus Michels ült a csapat kispadján mint edző. Ő kezdte építeni a későbbi „Arany Ajax”-ot, és ő vezette fel később a csapatot Európa trónjára:
|    | Név           | Mikortól | Meddig |
| 1. | Rinus Michels | 1965     | 1971   |

## Elnökök
Ebben a rövid időszakban csupán egy elnöke volt a csapatnak:
|    | Név            | Mikortól | Meddig |
| 1. | Jaap van Praag | 1964     | 1978   |